# Trường Long A
Trường Long A là xã thuộc huyện Châu Thành A, tỉnh Hậu Giang, Việt Nam.

## Địa lý
Xã Trường Long A nằm ở phía tây của huyện Châu Thành A, có vị trí địa lý:
- Phía đông giáp thành phố Cần Thơ và thị trấn Một Ngàn
- Phía nam giáp xã Tân Hòa và xã Trường Long Tây
- Phía tây giáp thành phố Cần Thơ và xã Trường Long Tây
- Phía bắc giáp thành phố Cần Thơ.

Xã Trường Long A có diện tích 28,02 km², dân số năm 2019 là 9.519 người, mật độ dân số đạt 340 người/km².

## Lịch sử
Năm 2001, xã Trường Long A thuộc huyện Châu Thành A, tỉnh Cần Thơ được thành lập trên cơ sở một phần diện tích và dân số của xã Trường Long Tây.
Tháng 11 năm 2003, tỉnh Cần Thơ được chia tách thành thành phố Cần Thơ trực thuộc trung ương và tỉnh Hậu Giang. Xã Trường Long A cùng với phần lớn huyện Châu Thành A thuộc về tỉnh Hậu Giang.

## Hành chính
Xã Trường Long A được chia thành 10 ấp: Trường Bình, Trường Bình A, Trường Hiệp, Trường Hiệp A, Trường Hòa, Trường Hòa A, Trường Hưng, Trường Lợi, Trường Lợi A, Trường Thắng.